# Wybory prezydenckie w Czarnogórze w 2018 roku
Wybory prezydenckie w Czarnogórze w 2018 roku odbyły się 15 kwietnia. 19 stycznia 2018 termin wyborów wyznaczył Ivan Brajović przewodniczący parlamentu Czarnogóry.
Urzędujący prezydent Filip Vujanović, odbył dwie kolejne pięcioletnie kadencje, odkąd Czarnogóra stała się niepodległym państwem i zgodnie z obowiązującym prawem nie może kandydować w tych wyborach.

## System wyborczy
Artykuł 96 Konstytucji stanowi, że kandydat musi być obywatelem Czarnogóry i zamieszkiwać w Czarnogórze przez co najmniej dziesięć lat na przestrzeni ostatnich 15 lat poprzedzających dzień wyborów, aby móc ubiegać się o fotel prezydencki. Prezydent Czarnogóry wybierany jest bezwzględną większością ważnych głosów oddanych. Jeżeli żaden kandydat nie otrzyma wymaganej liczby głosów, druga tura głosowania odbywa się 14 dni po pierwszej rundzie pomiędzy dwoma kandydatami, którzy otrzymali największą liczbę głosów. W drugiej turze wybiera się kandydata, który otrzymuje największą liczbę głosów.

## Kandydaci
Kandydat aby zgłosić swoją kandydaturę Państwowej Komisji Wyborczej musiał zebrać 7993 podpisów.

### Rejestracja
Państwowa Komisja Wyborcza Czarnogóry (DIK) w przewidzianym prawie terminie zarejestrowała siedmiu kandydatów. Numery kandydatów zostały przydzielone w drodze losowania w dniu 28 marca 2018
| Nr | Kandydat            | Partia     | Uwaga |
| -- | ------------------- | ---------- | --- |
| 1  | Marko Milačić       | P CG       | Dziennikarz, przewodniczący pozaparlamentarnej partii „Prawdziwa Czarnogóra”.                                     |
| 2  | Mladen Bojanić      | Niezależny | Były poseł, poparty przez DF, DCG, SNP, GP URA i UCG.                                                             |
| 3  | Hazbija Kalač       | SPP        | Przewodniczący pozaparlamentarnej „Partii Sprawiedliwości i Pojednania”.                                          |
| 4  | Vasilije Miličković | Niezależny | Biznesmen, popierany przez pozaparlamentarną „Partię Zjednoczonych Emerytów i Osób Niepełnosprawnych” (PUPI).     |
| 5  | Dobrilo Dedeić      | SL         | Przewodniczący pozaparlamentarnej partii „Serbska Lista”, przywódca Serbskiej Koalicji.                           |
| 6  | Draginja Vuksanović | SDP        | Profesor prawa, poseł z ramienia „Socjaldemokratycznej Partii Czarnogóry”, poparty przez DEMOS.                   |
| 7  | Milo Đukanović      | DPS        | Były prezydent i siedmiokrotny premier Czarnogóry, przewodniczący „Demokratycznej Partii Socjalistów Czarnogóry”. |

## Sondaż
| Data | Instytut Sondażowy | Đukanović     | Bojanić | Vuksanović | Milačić | Inni | Prowadzenie |     |     |     |       |
| ---- | ------------------ | ------------- | ------- | ---------- | ------- | ---- | ----------- | --- | --- | --- | ----- |
| Data | Instytut Sondażowy | 29 marca 2018 | CeDem   | 50,6       | 35,5    | Inni | Prowadzenie | 7,9 | 2,9 | 3,0 | 15,1% |

## Wyniki wyborów
Wybory prezydenckie w pierwszej turze z wynikiem 53,90% głosów wygrał Milo Đukanović. Najpoważniejszy rywal Mladen Bojanić otrzymał 33,40% głosów. Frekwencja wyborcza wyniosła
63,92%.
| Kandydat                          | Kandydat                          | Partia                            | Głosy   | %     |
| --------------------------------- | --------------------------------- | --------------------------------- | ------- | ----- |
|                                   | Milo Đukanović                    | DPS                               | 180 274 | 53,90 |
|                                   | Mladen Bojanić                    | Niezależny                        | 111 711 | 33,40 |
|                                   | Draginja Vuksanović               | SDP                               | 27 441  | 8,20  |
|                                   | Marko Milačić                     | P CG                              | 9405    | 2,81  |
|                                   | Hazbija Kalač                     | SPP                               | 2677    | 0,80  |
|                                   | Vasilije Miličković               | Niezależny                        | 1593    | 0,48  |
|                                   | Dobrilo Dedeić                    | SL                                | 1363    | 0,41  |
| Nieważne/puste głosy              | Nieważne/puste głosy              | Nieważne/puste głosy              | 5998    | 1,76  |
| Razem                             | Razem                             | Razem                             | 340 462 | 100   |
| Zarejestrowani wyborcy/frekwencja | Zarejestrowani wyborcy/frekwencja | Zarejestrowani wyborcy/frekwencja | 532 599 | 63,92 |
| Źródło: DIK                       |                                   |                                   |         |       |